# Contenuto aperto
Un contenuto aperto (dall'inglese open content, coniato in analogia con open source) descrive un qualsiasi tipo di lavoro creativo, o contenuto, pubblicato sotto una licenza libera che permette esplicitamente la copia e la modifica da parte di qualcun altro. Il contenuto aperto è un paradigma alternativo all'uso del diritto d'autore per creare monopoli; piuttosto che condurre a un monopolio, il contenuto aperto facilita la democratizzazione della conoscenza.
Il termine contenuto aperto ha un'ambiguità. Significa che chiunque può ottenere copie dal contenuto (come il codice sorgente dei programmi per computer) ma lo si può anche intendere come un modo di dare certe libertà dal punto di vista della licenza d'uso. Attualmente il più grande progetto a contenuto aperto è Wikipedia.
La Open Knowledge Foundation (Fondazione della conoscenza aperta) ha lavorato su una definizione tecnica di Contenuto aperto.
La OKD dà una serie di condizioni per l'apertura nella conoscenza.
Il contenuto può essere sia nel dominio pubblico o sotto una licenza che permetta la sua redistribuzione e riuso, come le licenze Creative Commons Attribuzione e Attribuzione-Condividi allo stesso modo o la GFDL.

## Licenze
- Licenze Creative Commons (11 versioni, escludendo le licenze non derivative)
- Design Science License
- Against DRM license
- GNU Free Documentation License
- Open Content License
- Open Directory Project License — usata da Open Directory Project
- Open Gaming License — licenza di Open Gaming Foundation, abbozzata da Wizards of the Coast
- Open Publication License — licenza di Open Content Project